# Vannoz
Vannoz és un municipi francès situat al departament del Jura i a la regió de Borgonya - Franc Comtat. L'any 2007 tenia 205 habitants.

## Demografia

### Població
El 2007 la població de fet de Vannoz era de 205 persones. Hi havia 78 famílies de les quals 28 eren unipersonals (14 homes vivint sols i 14 dones vivint soles), 25 parelles sense fills i 25 parelles amb fills.
La població ha evolucionat segons el següent gràfic:
Habitants censats

### Habitatges
El 2007 hi havia 81 habitatges, 76 eren l'habitatge principal de la família, 5 eren segones residències i 1 estava desocupat. 59 eren cases i 21 eren apartaments. Dels 76 habitatges principals, 51 estaven ocupats pels seus propietaris, 18 estaven llogats i ocupats pels llogaters i 7 estaven cedits a títol gratuït; 4 tenien dues cambres, 8 en tenien tres, 12 en tenien quatre i 52 en tenien cinc o més. 69 habitatges disposaven pel capbaix d'una plaça de pàrquing. A 35 habitatges hi havia un automòbil i a 35 n'hi havia dos o més.

### Piràmide de població
La piràmide de població per edats i sexe el 2009 era:
| Homes | Edats   | Dones |
| ----- | ------- | ----- |
| 0     | 95 o +  | 4     |
| 1     | 90 a 94 | 3     |
| 7     | 85 a 89 | 4     |
| 1     | 80 a 84 | 3     |
| 5     | 75 a 79 | 6     |
| 9     | 70 a 74 | 7     |
| 5     | 65 a 69 | 2     |
| 8     | 60 a 64 | 7     |
| 5     | 55 a 59 | 6     |
| 6     | 50 a 54 | 7     |
| 4     | 45 a 49 | 4     |
| 6     | 40 a 44 | 5     |
| 13    | 35 a 39 | 6     |
| 5     | 30 a 34 | 9     |
| 7     | 25 a 29 | 5     |
| 4     | 20 a 24 | 2     |
| 10    | 15 a 19 | 6     |
| 3     | 10 a 14 | 5     |
| 9     | 5 a 9   | 8     |
| 5     | 0 a 4   | 4     |

## Economia
El 2007 la població en edat de treballar era de 103 persones, 81 eren actives i 22 eren inactives. De les 81 persones actives 74 estaven ocupades (41 homes i 33 dones) i 7 estaven aturades (3 homes i 4 dones). De les 22 persones inactives 10 estaven jubilades, 8 estaven estudiant i 4 estaven classificades com a «altres inactius».

### Ingressos
El 2009 a Vannoz hi havia 84 unitats fiscals que integraven 196 persones, la mediana anual d'ingressos fiscals per persona era de 16.344 €.

### Activitats econòmiques
Dels 9 establiments que hi havia el 2007, 3 eren d'empreses alimentàries, 1 d'una empresa de construcció, 1 d'una empresa de comerç i reparació d'automòbils, 1 d'una empresa d'hostatgeria i restauració, 1 d'una empresa immobiliària, 1 d'una empresa de serveis i 1 d'una entitat de l'administració pública.
L'únic establiment comercial que hi havia el 2009 era una botiga de material esportiu.
L'any 2000 a Vannoz hi havia 9 explotacions agrícoles que ocupaven un total de 504 hectàrees.

## Poblacions més properes
El següent diagrama mostra les poblacions més properes.